# Jive Records
Jive Records — американська звукозаписна компанія, розташована в Нью-Йорку. Належить Sony Music, яка управляє активом через Zomba Label Group.
Jive Records в основному відомий за рахунок успіху своїх хіп-хоп-артистів в 1980-х і бой-бендів в кінці 1990-х. Лейбл зберігав незалежність до 2002 року, коли Bertelsmann Music Group придбав його за 2,74 мільярда доларів.

## Походження назви
Слово «jive» було інспіровано Township Jive — формою музики і танцю Південної Африки.

## Історія

### Поява
Zomba, батьківська компанія Jive, була створена як видавнича та керуюче підприємство в Лондоні. Її першим клієнтом став Роберт Джон «Матт» Ланг. Спочатку засновники Ральф Саймон і Клайв Кальдер хотіли бути в стороні від рекорд лейблів, сфокусувавшись на авторів пісень і продюсерів, які працювали на інші лейбли. Пізніше, в 70-х Зомба відкрила представництва в США, де Кальдер почав ділові відносини з Клайвом Девісом, чий лейбл Arista Records почав дистрибуцію матеріалу, створеного артистами Зомба.

### RnB і хіп-хоп в 1980-х
Коли Кальдер і Саймон заснували Jive Records в 1977 році, Девіс мав проблему з розміщенням рок-виконавців у Північній Америці. Так для Jive і Матта Ланга була визначена задача. Першими артистами лейбла стали Tight Fit, A Flock of Seagulls, Біллі Оушен і Саманта Фокс. Однак у Кальдера були інші плани про долю лейблу. Він знайшов Баррі Вейса, який був знайомий з місцевою сценою хіп-хопу, і разом з ним він почав формувати групу Whodini. У 1987 році Jive завершила дистрибуцію через Arista, звільнившись від влади Девіса, відомого своєю нелюбов'ю до хіп-хопу. До кінця 1980-х Jive Records підписав хіп-хопових артистів Too $ Hort і Schoolly D. До кінця 1990-х лейбл став основоположним у цьому жанрі, багато в чому завдяки успіхам Whodini, DJ Jazzy Jeff & Fresh Prince, E-40, А Tribe Called Quest, KRS-One / Boogie Down Productions, і R & B виконавцям — R. Kelly і Aaliyah.

### Поп напрямок в 1990-х
До кінця 1990-х, незважаючи на свою успішну репутацію в хіп-хоповому середовищі, Jive підписав декількох поп-артистів: Backstreet Boys, * NSYNC, і Брітні Спірс, які отримали масову популярність в 2000-х, ставши трьома самими добре продаваними артистами за всю історію лейблу. У 1991 році Баррі Вейс став генеральним директором і президентом Jive Records. Він покине свій пост в квітні 2011 року для переходу на службу в Universal Music Group.

### Закриття
Влітку 2011 року RCA Music Group оголосила про реструктуризацію J Records, Jive і Arista 7 жовтня. Все релізи лейблів буде поширювати RCA Records.

## Артисти
Найвідоміші артисти Jive Records — поп-виконавиця Брітні Спірс, співачки Алізе і Сайліна Джонсон, співаки Джастін Тімберлейк, Кріс Браун, R. Kelly, групи Backstreet Boys, 'N Sync, Three Days Grace, (hed) P.E.